# Nishimeya
Nishimeya (西目屋村?) è un villaggio giapponese della prefettura di Aomori.